# Thorium-231
Thorium-231 of 231Th is een onstabiele radioactieve isotoop van thorium, een actinide. Van de isotoop komen slechts sporen op Aarde voor.

## Vorming
Thorium-231 kan ontstaan door radioactief verval van actinium-231 of uranium-235.
{\displaystyle {\ce {{^{231}_{89}Ac}->{^{231}_{90}Th}+{e^{-}}+{\bar {\nu }}_{e}}}}
{\displaystyle {\ce {{^{235}_{92}U}->{^{231}_{90}Th}+\,_{2}^{4}\alpha }}}

## Radioactief verval
Thorium-231 bezit een halveringstijd van ongeveer 25 uur. Het vervalt vrijwel volledig door β−-verval naar de radio-isotoop protactinium-231:
{\displaystyle {\ce {{^{231}_{90}Th}->{^{231}_{91}Pa}+{e^{-}}+{\bar {\nu }}_{e}}}}
De vervalenergie hiervan bedraagt 391,56 keV.
Een verwaarloosbaar gedeelte (4 × 10−11%) vervalt onder uitzending van alfastraling tot de radio-isotoop radium-227:
{\displaystyle {\ce {{^{231}_{90}Th}->{^{227}_{88}Ra}+\,_{2}^{4}\alpha }}}
208Th · 209Th · 210Th · 211Th · 212Th · 213Th · 214Th · 215Th · 216Th · 216m1Th · 216m2Th · 217Th · 218Th · 219Th · 220Th · 221Th · 222Th · 223Th · 224Th · 225Th · 226Th · 227Th · 228Th · 229Th · 229mTh · 230Th · 231Th · 232Th · 233Th · 234Th · 235Th · 236Th · 237Th · 238Th · 239Th